# Palais Stanga-Rossi-di-San-Secondo
 (septembre 2019).
Le palais Stanga-Rossi-de-San-Secondo est un bâtiment historique situé dans le centre historique de Crémone, sur le cours Garibaldi. Son ancienne porte datant de 1480-1508 est une des pièces maîtresses de la salle Michel-Ange du Louvre.

## Histoire
Le palais fut construit au XVe siècle par le marquis Cristoforo Stanga, fidèle lieutenant de Gian Galeazzo Visconti. Au début du XVIIIe siècle, il fut acheté par Scipion I de Rossi, qui restructura le bâtiment en totalité, lui faisant presque perdre son apparence d'origine.
Certains vestiges du palais du XVe siècle sont encore visibles sur la façade du bâtiment, donnant sur une petite allée qui le borde. Le château fut ensuite vendu par les Rossi de San Secondo. En 1870, la façade du bâtiment fut refaite par le propriétaire Simone Maggi. Dans cette intervention assez radicale, les bouches de dragon reliées au canal furent enlevées.
Une copie de la sculpture originale est présente dans la salle du conseil municipal de Crémone. Le bâtiment fut acheté par la famille Strozzi en 2011.

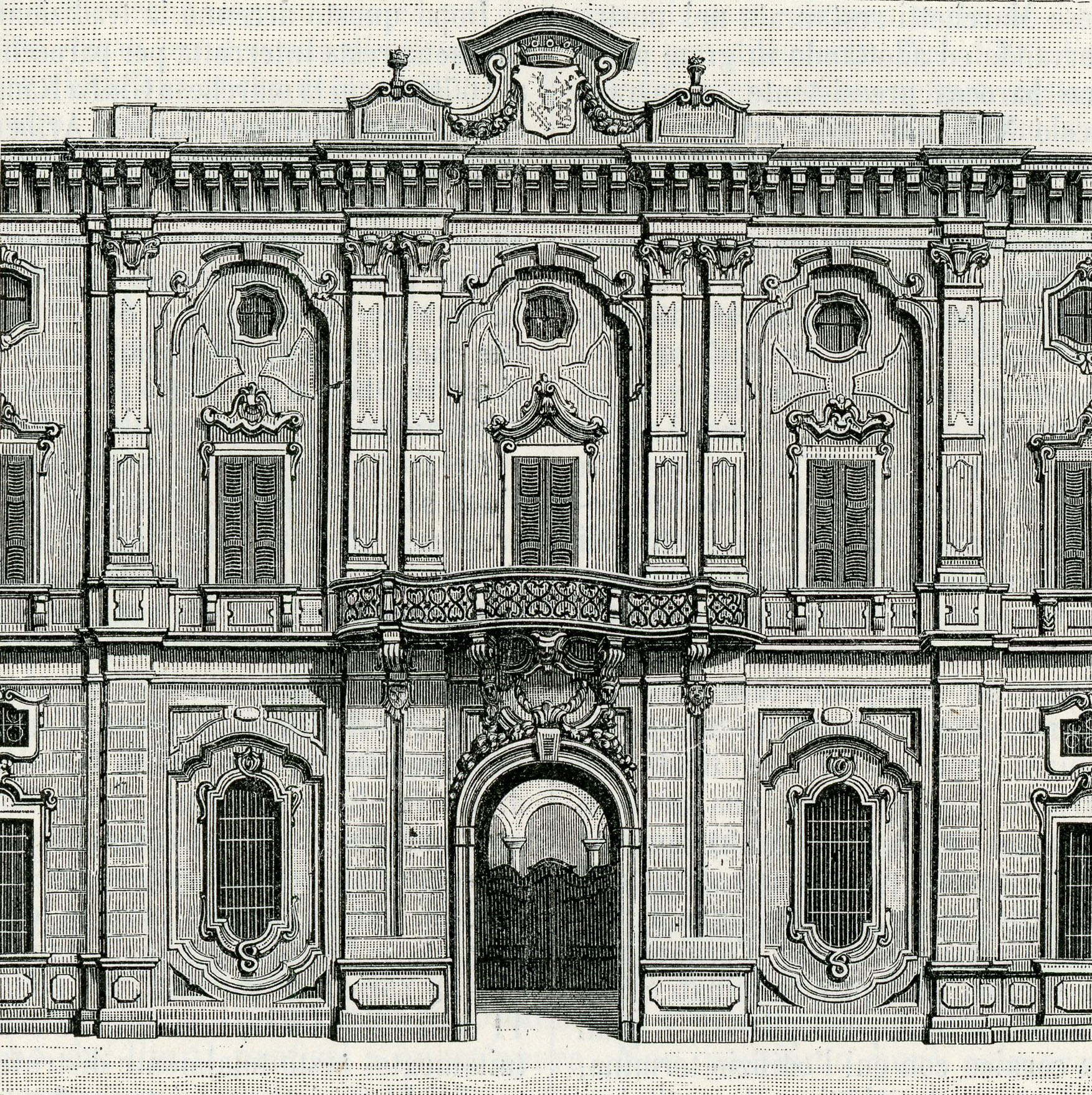
Gravure représentant le Palais Stanga rénové
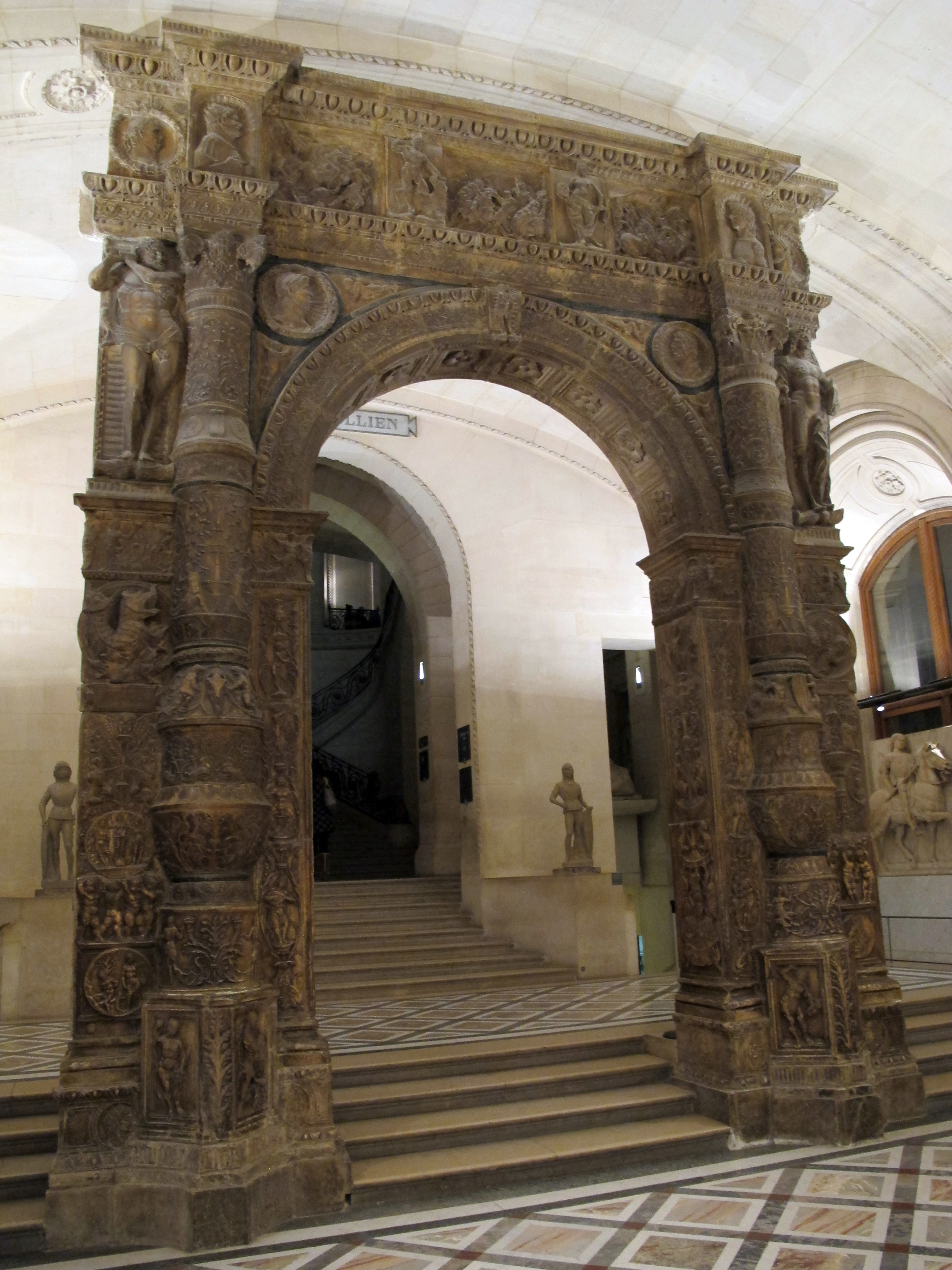
Ancien portail du palais Stanga, attribué à Pietro da Rho acquis en 1876 par le Louvre
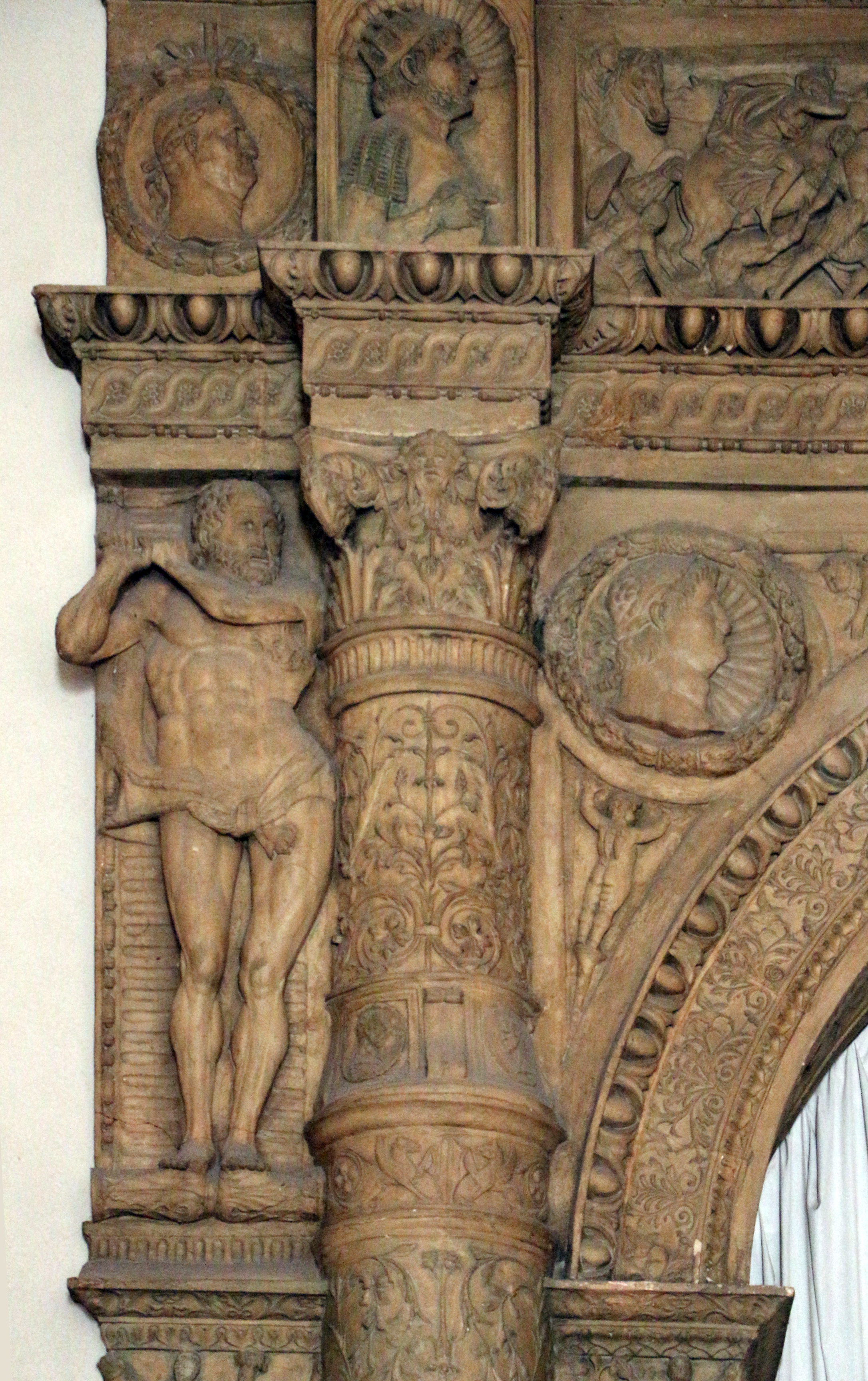
détail du portail

L'aspect actuel de ce bâtiment est le résultat d’une rénovation complète commandée par Federico II de Rossi, marquis de San Secondo . Avec une cour au centre, l'accès à l'étage noble est garanti par un escalier monumental qui bifurque en angle droit depuis le palier au bout de la première rampe. L'escalier est orné d'une balustrade en pierre de la fin de l'époque baroque tandis que la pièce est décorée de peintures et de reliefs. À l'étage noble, sont visibles des corniches et des décorations en fer forgé, tandis qu'une grande salle décorée de fresques sert de salle de représentation.
À l'extérieur, on peut apprécier l'aspect baroque de la façade, tandis que dans la partie qui conserve l'aspect du XVe siècle, on peut voir les fenêtres incurvées et l'avant-toit particulier en forme en coquille.
Dans un document datant de 1715, à l’époque rossienne, une description du mobilier de l’édifice met en valeur une collection de peintures comprenant des portraits de personnalités célèbres de la famille Rossi, des tapisseries et d’importants meubles.

### L'ancien portail de Pietro da Rho
Le portail attribué à Giovanni Pietro da Rho est composé de pierre d’Istrie, de marbre de Candoglia aux tonalités de blancs rosés avec des veines grises, et serpentine vert des Alpes. Il a été supprimé de la façade au cours de la rénovation de 1870 et, semble-t-il, revendu à un antiquaire marseillais nommé Weiss, auprès duquel le musée du Louvre l’aurait acquis en 1876.